# 솔로워즈
《솔로워즈》는 대한민국 의 텔레비전 프로그램 이다.